# Elvira Viegas de Ribadouro
Elvira Viegas de Ribadouro (antes de 1140 - 27 de outubro de 1218), foi uma rica-dona portuguesa, e senhora de várias honras.

## Primeiros anos
Elvira era filha do célebre Egas Moniz, o Aio, e da sua segunda (ou única) esposa, Teresa Afonso de Celanova, sendo provavelmente das filhas mais novas do prócere, tendo em conta a datação tardia do seu aparecimento na corte e inclusive da sua morte.
Deveria ser ainda muito jovem aquando da morte do seu pai, em agosto de 1146. Até então a família havia sido das mais influentes de então na corte portuguesa: o seu pai havia sido o aio do então Rei de Portugal, Afonso Henriques, e os filhos mais velhos, Lourenço e Afonso, provavelmente criados em conjunto com o próprio monarca, desfrutavam de uma relação bastante próxima com o mesmo.

### Testamento paterno
Aquando da morte de Egas Moniz, os irmãos regressariam provavelmente da corte para dividir os bens do pai com a mãe. Ao seu irmão Lourenço, Egas passara a honra de Fonte Arcada, os cargos curiais (tenente de Lamego), o títulos de “conde” e senhor de Neiva e ainda a responsabilidade de ajudante na governação do reino. A Afonso o seu pai doou, de entre várias posses, as suas honras de Resende, Alvarenga e Lumiares; a Soeiro, couberam as honras de Vila Cova e Fontelo. A si, a honra de Britiande, e às suas irmãs Dórdia e Urraca, couberam respetivamente as honras de Lalim e Mezio.. Dado que os filhos mais novos eram provavelmente menores, a sua mãe Teresa ter-se-á encarregado do governo das honras que lhes couberam.

## Casamento e saída de Portugal
Por volta de 1160, Elvira desposou o notável rico-homem Pedro Pais da Maia, chefe da linhagem e Alferes-mor de Portugal, cargo que ocupou por muitos anos. Este casamento trouxe bastantes vantagens para a família do marido, uma vez que, sendo ela filha do aio de Afonso Henriques, aproximou os da Maia da corte e do rei. Reaproximara, na verdade, dado que já Soeiro Mendes da Maia, avô do marido, fora bastante próximo do conde Henrique de Borgonha. De Pedro, Elvira parece ter recebido vários bens.

### Desastre de Badajoz
A 3 de maio de 1169, as forças de Afonso Henriques e Geraldo Sem Pavor entraram em Badajoz e encontraram uma grande resistência das forças aí estacionadas. Fernando II de Leão manteve o seu sogro refém para que Portugal refreasse as suas ambições na Galiza e no espaço de conquista leonês. Dado ser Pedro Pais, o seu esposo, como alferes, o responsável militar, acabou apontado como um dos principais causadores da derrota de Badajoz, dado ser o responsável militar, Pedro Pais viveu nesses tempos imediatamente após a derrota um clima de grande tensão e hostilidade, que, juntamente com a oportunidade de singrar em Leão, onde em tempos o seu avô Gomes Nunes de Pombeiro obtera grande prestígio, levaram a que abandonasse a corte portuguesa. Encontrou abrigo junto da sua irmã, Ximena Pais da Maia, casada com o senhor de Toronho, Gonçalo Pais.
O marido voltaria algumas vezes a Portugal, mas nunca defintivamente até 1186ː em 1173 confirmava um documento em Portugal, sem deter a alferesia; em 1184 integrava as tropas leonesas que vieram em auxílio de Afonso Henriques no Cerco de Santarém.

#### Posses fundiárias em Leão
Sabe-se que Elvira acompanhou o marido para o exílio, pois, em 1184, Fernando II ofereceu ao casal as cidades de Guillarei e Sarria, em Toronho. Elvira e Pedro parecem ter feito da região uma "segunda casa": ambos detinham bens e o marido desempenhava funções políticas que o avô dele detivera. Elvira convivia de perto com a cunhada, e não parece ter estado muito longe da fronteira portuguesa.

## Regresso à corte portuguesa
O conflito de Pedro Pais com Afonso Henriques parece nunca ter-se resolvido de forma efetiva, uma vez que o Elvira e Pedro só regressam definitivamente a Portugal em 1186, já depois da morte do monarca português. Entre janeiro e junho de 1186, o marido confirma já documentos de Sancho I de Portugal, parecendo ter-se reconciliado com ele. Contudo, faleceu em 1198, antes de conseguir recuperar o poderio e reputação perdidas após o episódio de Badajoz. 

### Viuvezː últimos anos e gestão fundiária
Elvira sobreviveu ao marido e parece ter vivido, na sua condição de viúva, em Vila Nova, na honra de Britiande, numa casa que aí detinha, afastada da vila, mas próxima do Mosteiro de Salzedas, onde manifestou vontade de ser enterrada.
Desta senhora conhece-se alguma atividade fundiária, provavelmente nesta mesma condição de viúva. Está atestada em vários documentos e/ou fragmentos documentais: conhece-se um caso em que uns herdadores de Nogueira lhe pediram proteção contra as violências dos mordomos régios que vinham tributar as povoações.
Elvira está também documentada em várias doações que fez ao Mosteiro de Salzedas: em 1209, doou quatro casais em Vila Nova, na sua honra paterna, por forma a ser ali sepultada. De facto, o seu desejo parece ter sido atendido, uma vez que nesse mosteiro celebra-se o seu aniversário mortuário.

## Matrimónio e descendência
Por volta de 1160, Elvira desposou Pedro Pais da Maia, filho de Paio Soares da Maia e de Châmoa Gomes de Pombeiro, de quem teve:
- João Pires da Maia,[12] Senhor da Maia e Britiande, e rico-homem dos reis Afonso II e Sancho II, casou com  Guiomar Mendes de Sousa, filha de Mendo de Sousa o Sousão e de Maria Rodrigues Veloso;[13]
- Martim Pires da Maia o Jami, casou com Teresa Martins de Riba de Vizela[14] e foram os pais de Elvira Martins;[15]
- Soeiro Pires da Maia (morto ca. 1172), teve filhos ilegítimos, origem das linhagens de Canelas, Baguim e de Gaia,[16]. Em 1172 seu avó doou-lhe bens em Cavaneses;[15]
- Teresa Pires da Maia[17]
- Sancha Pires da Maia, a esposa de Fernão Osores,[17]
- Urraca Pires da Maia casou com Pedro Anes da Nóvoa.[17]